# Élections législatives de 1881 dans les Deux-Sèvres
 (avril 2021).
Si vous disposez d'ouvrages ou d'articles de référence ou si vous connaissez des sites web de qualité traitant du thème abordé ici, merci de compléter l'article en donnant les références utiles à sa vérifiabilité et en les liant à la section « Notes et références ».
Les élections législatives de 1881 dans les Deux-Sèvres ont eu lieu les 21 août et 4 septembre.

## Députés élus
|   | Circonscription | Député sortant     |  | Groupe parlementaire | Député élu                  |  | Groupe parlementaire |
| - | --------------- | ------------------ |  | -------------------- | --------------------------- |  | -------------------- |
| 1 | Bressuire       | Camille Jouffrault |  | Union républicaine   | Julien de La Rochejaquelein |  | Légitimiste          |
| 2 | Melle           | Henri Giraud       |  | Gauche républicaine  | Henri Giraud                |  | Non-inscrit          |
| 3 | 1re de Niort    | Antonin Proust     |  | Union républicaine   | Antonin Proust              |  | Union républicaine   |
| 4 | 2e de Niort     | Amédée de La Porte |  | GR et UR             | Amédée de La Porte          |  | Union républicaine   |
| 5 | Parthenay       | Louis Ganne        |  | Centre gauche        | Louis Ganne                 |  | Centre gauche        |

## Résultats à l'échelle du département
| Partis         | Partis                     | Premier tour | Premier tour | Deuxième tour | Deuxième tour | Sièges |
| Partis         | Partis                     | Voix         | %            | Voix          | %             | Sièges |
| -------------- | -------------------------- | ------------ | ------------ | ------------- | ------------- | ------ |
|                | Légitimistes               | 25 336       | 32,24        | 7 289         | 44,16         | 1      |
|                | Républicains modérés       | 22 420       | 28,53        |               |               | 2      |
|                | Républicains radicaux      | 19 030       | 24,22        | 1             |               |        |
|                | Républicains conservateurs | 6 759        | 8,60         | 9 217         | 55,84         | 1      |
|                | Bonapartistes              | 5 031        | 6,40         |               |               | 0      |
|                |                            |              |              |               |               |        |
| Inscrits       | Inscrits                   |              | 100,00       | 21 606        | 100,00        | 5      |
| Votants        | Votants                    |              |              | 16 666        | 77,14         |        |
| Abstentions    | Abstentions                |              |              | 4 940         | 22,86         |        |
| Blancs et nuls | Blancs et nuls             |              |              | 160           | 0,96          |        |
| Exprimés       | Exprimés                   | 78 576       |              | 16 506        | 99,04         |        |

## Résultats par arrondissement

### Arrondissement de Bressuire
| Candidats      | Candidats                   | Étiquette           | Premier tour | Premier tour |
| Candidats      | Candidats                   | Étiquette           | Voix         | %            |
| -------------- | --------------------------- | ------------------- | ------------ | ------------ |
|                | Julien de La Rochejaquelein | Légitimiste         | 9 858        | 54,32        |
|                | Camille Jouffrault          | Républicain radical | 8 290        | 45,68        |
|                |                             |                     |              |              |
| Inscrits       | Inscrits                    | Inscrits            | 22 862       | 100,00       |
| Votants        | Votants                     | Votants             | 18 454       | 80,72        |
| Abstention     | Abstention                  | Abstention          | 4 408        | 19,28        |
| Blancs et nuls | Blancs et nuls              | Blancs et nuls      | 306          | 1,66         |
| Exprimés       | Exprimés                    | Exprimés            | 18 148       | 98,34        |

### Arrondissement de Melle
| Candidats      | Candidats        | Étiquette          | Premier tour | Premier tour |
| Candidats      | Candidats        | Étiquette          | Voix         | %            |
| -------------- | ---------------- | ------------------ | ------------ | ------------ |
|                | Henri Giraud     | Républicain modéré | 11 611       | 58,41        |
|                | Eugène Delavault | Légitimiste        | 8 267        | 41,59        |
|                |                  |                    |              |              |
| Inscrits       | Inscrits         | Inscrits           | 23 843       | 100,00       |
| Votants        | Votants          | Votants            | 20 114       | 84,36        |
| Abstention     | Abstention       | Abstention         | 3 729        | 15,64        |
| Blancs et nuls | Blancs et nuls   | Blancs et nuls     | 236          | 1,17         |
| Exprimés       | Exprimés         | Exprimés           | 19 878       | 98,83        |

### 1recirconscription de Niort
| Candidats      | Candidats      | Étiquette           | Premier tour | Premier tour |
| Candidats      | Candidats      | Étiquette           | Voix         | %            |
| -------------- | -------------- | ------------------- | ------------ | ------------ |
|                | Antonin Proust | Républicain radical | 10 740       | 100,00       |
|                |                |                     |              |              |
| Inscrits       | Inscrits       | Inscrits            | 18 403       | 100,00       |
| Votants        | Votants        | Votants             | 13 049       | 70,91        |
| Abstention     | Abstention     | Abstention          | 5 354        | 29,09        |
| Blancs et nuls | Blancs et nuls | Blancs et nuls      | 2 309        | 17,69        |
| Exprimés       | Exprimés       | Exprimés            | 10 740       | 82,31        |

### 2ecirconscription de Niort
| Candidats      | Candidats          | Étiquette          | Premier tour | Premier tour |
| Candidats      | Candidats          | Étiquette          | Voix         | %            |
| -------------- | ------------------ | ------------------ | ------------ | ------------ |
|                | Amédée de La Porte | Républicain modéré | 7 828        | 60,88        |
|                | Armand Petiet      | Bonapartiste       | 5 031        | 39,12        |
|                |                    |                    |              |              |
| Inscrits       | Inscrits           | Inscrits           | 16 742       | 100,00       |
| Votants        | Votants            | Votants            | 12 981       | 77,54        |
| Abstention     | Abstention         | Abstention         | 3 761        | 22,46        |
| Blancs et nuls | Blancs et nuls     | Blancs et nuls     | 122          | 0,94         |
| Exprimés       | Exprimés           | Exprimés           | 12 859       | 99,06        |

### Arrondissement de Parthenay
| Candidats      | Candidats      | Étiquette                | Premier tour | Premier tour | Deuxième tour | Deuxième tour |
| Candidats      | Candidats      | Étiquette                | Voix         | %            | Voix          | %             |
| -------------- | -------------- | ------------------------ | ------------ | ------------ | ------------- | ------------- |
|                | Taudière       | Légitimiste              | 7 211        | 42,54        | 7 289         | 44,16         |
|                | Louis Ganne    | Républicain conservateur | 6 759        | 39,87        | 9 217         | 55,84         |
|                | Garrau         | Républicain modéré       | 2 981        | 17,59        |               |               |
|                |                |                          |              |              |               |               |
| Inscrits       | Inscrits       | Inscrits                 |              | 100,00       | 21 606        | 100,00        |
| Votants        | Votants        | Votants                  |              |              | 16 666        | 77,14         |
| Abstention     | Abstention     | Abstention               |              |              | 4 940         | 22,86         |
| Blancs et nuls | Blancs et nuls | Blancs et nuls           |              |              | 160           | 0,96          |
| Exprimés       | Exprimés       | Exprimés                 | 16 951       |              | 16 506        | 99,04         |